# Ron Adams
Ronald George Adams, detto Ron (Laton, 18 novembre 1947), è un allenatore di pallacanestro statunitense.

## Palmarès
- Coppa del Belgio: 1

Ostenda: 1979